# Quảng Ngãi (xã)
Quảng Ngãi là một xã thuộc huyện Đạ Huoai, tỉnh Lâm Đồng, Việt Nam.

## Địa lý
Xã Quảng Ngãi có vị trí địa lý:
- Phía đông giáp xã Đạ Lây
- Phía tây và phía nam giáp tỉnh Đồng Nai
- Phía bắc giáp thị trấn Cát Tiên và xã Nam Ninh.

Xã Quảng Ngãi có diện tích 21,56 km², dân số năm 2022 là 3.650 người, mật độ dân số đạt 169 người/km².

## Hành chính
Xã Quảng Ngãi được chia thành 4 thôn: 1, 2, 3, 4.

## Lịch sử
Ngày 6 tháng 3 năm 1984, Hội đồng Bộ trưởng ban hành Quyết định số 38-HĐBT về việc thành lập xã Quảng Ngãi thuộc huyện Đạ Huoai trên cơ sở một phần diện tích và dân số của xã Đồng Nai cũ.
Ngày 6 tháng 6 năm 1986, Hội đồng Bộ trưởng ban hành:
- Quyết định số 67-HĐBT[4] về việc thành lập xã Tư Nghĩa trên cơ sở 3.300 hécta đất và 2.190 nhân khẩu của xã Quảng Ngãi. Sau khi điều chỉnh địa giới hành chính, xã Quảng Ngãi có 3.700 hécta đất và 2.076 nhân khẩu.
- Quyết định số 68-HĐBT[5] về việc chuyển xã Quảng Ngãi và xã Tư Nghĩa thuộc huyện Đạ Huoai về huyện Cát Tiên mới thành lập quản lý.

Trước khi sáp nhập, xã Quảng Ngãi có diện tích 7,48 km², dân số là 1.739 người, mật độ dân số đạt 232 người/km². Xã Tư Nghĩa có diện tích 14,00 km², dân số là 1.442 người, mật độ dân số đạt 103 người/km².
Ngày 17 tháng 12 năm 2019, Ủy ban Thường vụ Quốc hội ban hành Nghị quyết số 833/NQ-UBTVQH14 về việc sắp xếp các đơn vị hành chính cấp xã thuộc tỉnh Lâm Đồng (nghị quyết có hiệu lực từ ngày 1 tháng 1 năm 2020). Theo đó, sáp nhập toàn bộ diện tích và dân số của xã Tư Nghĩa trở lại xã Quảng Ngãi.
Sau khi sáp nhập, xã Quảng Ngãi có 21,48 km² diện tích tự nhiên và quy mô dân số 3.181 người.
Ngày 21 tháng 1 năm 2020, HĐND tỉnh Lâm Đồng ban hành Nghị quyết số 166/NQ-HĐND về việc:
- Sáp nhập một phần Thôn 3 và Thôn 2 vào Thôn 1.
- Thành lập Thôn 2 trên cơ sở phần còn lại của Thôn 3 và Thôn 4.
- Thành lập Thôn 3 trên cơ sở thôn Minh Nghĩa, thôn Nghĩa Thịnh và thôn Gia Nghĩa.
- Thành lập Thôn 4 trên cơ sở thôn Liên Nghĩa, thôn Nghĩa Thủy và thôn Nghĩa Hưng.

Ngày 24 tháng 10 năm 2024, Ủy ban Thường vụ Quốc hội ban hành Nghị quyết số 1245/NQ-UBTVQH15 về việc sắp xếp đơn vị hành chính cấp huyện, cấp xã của tỉnh Lâm Đồng giai đoạn 2023 – 2025 (nghị quyết có hiệu lực từ ngày 1 tháng 12 năm 2024). Theo đó, sáp nhập xã Quảng Ngãi thuộc huyện Cát Tiên vào huyện Đạ Huoai.